# Link (film)
Pour les articles homonymes, voir Link.
Pour plus de détails, voir Fiche technique et Distribution.
Link est un  film britannique de Richard Franklin sorti en 1986 et mettant en vedette Elisabeth Shue et Terence Stamp. Il a obtenu le prix spécial du jury au festival d'Avoriaz cette même année.

## Synopsis
Jane Chase une étudiante américaine en zoologie au collège des sciences de Londres est engagée par le professeur Steven Phillip pour s'occuper de sa villa sur la côte.
Arrivée sur place, elle rencontre les 3 singes qui vivent avec Phillip : Himp (un jeune chimpanzé), Vaudou (une femelle non dressée) et Link, un vieil  orang-outan qui fut jadis la vedette d'un cirque. Ce dernier fait office de majordome et parait bien impressionnant. Mais peu après, le professeur disparait mystérieusement. Jane ne s'inquiète guère car la voiture n'est plus là non plus, mais isolée dans cette maison avec Link qui se fait de plus en plus menaçant et sans aucune possibilité de rejoindre la ville (puisque sans voiture et entourée de chiens errants), l'atmosphère se fait de plus en plus pesante.
Une nuit, Jane est réveillée par les gémissements de Himp attaché à une cage. En le libérant, elle découvre le cadavre de Vaudou.
Au petit matin, Bailey, à qui Phillip avait vendu Vaudou, vient récupérer cette dernière. Lorsque Jane lui apprend la nouvelle, il décide de supprimer Link (puisque prévu dans le contrat) mais menacé par ce dernier, Bailey prendra la fuite.
Peu après, Link tentera de tuer Himp dans un puits et Jane le mettra dehors. À partir de là et toujours sans nouvelle du professeur, elle ne pourra plus quitter la maison ; le suspense restera intact jusqu'à la fin.

## Fiche technique
- Titre original : Link
- Réalisation : Richard Franklin
- Scénario : Everett De Roche
- Histoire originale de : Lee David Zlotoff et Tom Ackermann
- Montage : Andrew London et Derek Trigg
- Photographie : Mike Molloy
- Musique : Jerry Goldsmith
- Production : Richard Franklin, Verity Lambert, Rick McCallum
- Société de production : Thorn EMI Screen Entertainment
- Pays :  Royaume-Uni
- Format : Couleur
- Langue : Anglais
- Genre : Horreur, Thriller
- Durée : 103 minutes (1 h 43)
- Sortie :
  -  France : Janvier 1986 (Festival d'Avoriaz), 5 mars 1986
  -  États-Unis : 19 septembre 1986
- Classification : 
  - Royaume-Uni : Interdit aux moins de 15 ans (lors de sa sortie), puis aux moins de 12 ans dès 2020[1]
  - États-Unis : R - Restricted[1]
  - France : Interdit aux moins de 12 ans[2]

## Distribution
- Elisabeth Shue (VF : Agathe Mélinand) : Jane Chase
- Terence Stamp  (VF : Jean-Pierre Leroux)  : Dr Steven Phillip
- Kevin Lloyd  (VF : Pierre Hatet)  : Bailey
- Steven Pinner  (VF : Thierry Ragueneau)  : David
- Richard Garnett (VF : Patrick Poivey) : Dennis
- David O'Hara  (VF : Jean-François Vlérick)  : Tom
- Joe Belcher  (VF : Claude Joseph)  : Le chauffeur de taxi
- le chimpanzé Jed : Imp (non crédité)
- l'orang-outan Locke : Link (non crédité)

## Autour du film
- Les scènes extérieures ont été tournées à St Abbs à la frontière écossaise[réf. nécessaire].
- Anthony Perkins a été approché pour jouer le rôle du docteur Steven Philip.
- Le compositeur Jerry Goldsmith, qui avait déjà travaillé avec le réalisateur sur Psychose II, signe ici une partition particulièrement réussie, inspirée de la musique de cirque pour imager le passé du singe Link.
- Lors de son exploitation dans les salles américaines, le film connut quelques coupes au montage, malgré les protestations de son réalisateur Richard Franklin qui se déclara, plus tard, insatisfait de son œuvre.

## Versions alternatives
La version française sortie au cinéma en 1986 est 3 minutes plus courte (la séquence d'ouverture a été supprimée) tout en contenant des scènes qui ont été coupées dans la version internationale.
En 2021, une version longue de 125 minutes est publiée en France sous forme d'un Blu-Ray 4K. Ce montage composite, fabriqué à partir de plusieurs versions du film (en VOST, avec certains courts passages en VF), serait une œuvre plus proche de ce que voulait faire le réalisateur à l’origine.

## Distinctions

### Récompenses
- 1986 : Prix spécial du jury au Festival international du film fantastique d'Avoriaz[5]